# Trofeo dello Stretto
Il Trofeo dello Stretto fu una breve corsa a tappe di ciclismo su strada maschile disputata in un'unica edizione dal 5 al 10 marzo 1996. Fu vinta da Fabrizio Guidi, che percorse i 915,8km del percorso in 23h15'08" rimanendo in testa alla classifica generale per tutte e sei le tappe in cui essa era suddivisa; la gara era classificata come categoria 2.5. 
Nel 1997 si sarebbe dovuta tenere la seconda edizione ma per problemi finanziari la gara la programmazione fu annullata scomparendo definitivamente dal panorama ciclistico internazionale.

## Albo d'oro
| Anno | Vincitore      | Secondo        | Terzo             |
| ---- | -------------- | -------------- | ----------------- |
| 1996 | Fabrizio Guidi | Mauro Radaelli | Massimo Apollonio |

## Tappe
| Tappa | Data     | Percorso                                          | km    | Tempo    | Vincitore di tappa   | Leader cl. generale |
| ----- | -------- | ------------------------------------------------- | ----- | -------- | -------------------- | ------------------- |
| 1ª    | 5 marzo  | Capo d'Orlando > Capo d'Orlando                   | 118.8 | 2h53'37" | Fabrizio Guidi       | Fabrizio Guidi      |
| 2ª    | 6 marzo  | Sant'Agata di Militello > Sant'Agata di Militello | 181   | 3h53'17" | Filippo Casagrande   | Fabrizio Guidi      |
| 3ª    | 7 marzo  | Brolo > Brolo                                     | 158   | 4h15'13" | Alessandro Bertolini | Fabrizio Guidi      |
| 4ª    | 8 marzo  | Milazzo > Milazzo                                 | 144   | 3h44'10" | Biagio Conte         | Fabrizio Guidi      |
| 5ª    | 9 marzo  | Messina > Lago di Ganzirri                        | 171   | 4h32'50" | Filippo Casagrande   | Fabrizio Guidi      |
| 6ª    | 10 marzo | Messina > Taormina                                | 143   | 3h59'20" | Andrzej Sypytkowski  | Fabrizio Guidi      |

## Classifica generale
| Pos. | Corridore              | Squadra       | Tempo     |
| ---- | ---------------------- | ------------- | --------- |
| 1    | Fabrizio Guidi         | Scrigno       | 23h15'08" |
| 2    | Mauro Radaelli         | Brescialat    | a 49"     |
| 3    | Massimo Apollonio      | Scrigno       | a 52"     |
| 4    | Alessandro Baronti     | Panaria       | a 54"     |
| 5    | Marco Antonio Di Renzo | Cantina Tollo | a 1'02"   |
| 6    | Antonio Figura         | G.S. Euromop  | a ?       |
| 7    | Alessandro Spezialetti | G.S. Euromop  | a ?       |
| 8    | Filippo Meloni         | Amore & Vita  | a ?       |
| 9    | Alessio Barbagli       | Scrigno       | a ?       |
| 10   | Germano Pierdomenico   | Cantina Tollo | a ?       |